# Manchester terrier
Il Manchester Terrier è una razza canina britannica riconosciuta dalla FCI (Standard N. 71, Gruppo 3, Sezione 1).
È un cane di media-piccola taglia, dall'aspetto molto elegante e dal pelo nero intenso con focature color mogano.
Il Manchester Terrier è nato come cane da caccia per piccole prede, istinto che conserva vivissimo ancora oggi. È anche un ottimo cane da guardia, pur essendo al tempo stesso tra tutti i Terrier uno di quelli che si adattano meglio alla vita di casa.
È un cane molto pulito, intelligente e che apprende molto rapidamente. Si affeziona in particolare ad un solo padrone, l'unico al quale mostrerà la sua natura più docile.

## Storia
Come numerose altre razze, deriva in parte dal Jack Russell Black and Tan Terrier, un cane pronto e vigoroso nella caccia ai topi, che nel XVIII secolo fu incrociato con un Whippet ad opera di John Hulme, un allevatore di Manchester (da qui "Manchester" Terrier). Più tardi fu probabilmente immesso sangue del West Highland White Terrier.
Fino all'anno 1959 se ne riconobbe anche una razza autonoma da compagnia (taglia più piccola), attualmente denominata English Toy Terrier Black and Tan (FCI standard n. 13 Gruppo 3 - Sez. 4 - ).

## Standard
Altezza
Maschi: 40–41 cm al garrese.
Femmine: 38 cm al garrese.
Collo: Sempre ben portato.
Orecchie: Piccole e portate sempre ben al di sopra della linea della testa.
Muscolatura: Asciutta ma solida.
Pelo: Corto, liscio e lucido.

### Difetti più ricorrenti
Muso corto, occhi chiari, muscolatura insufficiente, colori non ammessi dallo standard, arti non diritti, mancanza di premolari, carattere timido o pauroso.